# Горський Ізвор (Кирджалійська область)
Го́рський І́звор (болг. Горски извор) — село в Кирджалійській області Болгарії. Входить до складу общини Кирково.

## Населення
За даними перепису населення 2011 року у селі проживали 670 осіб.
Національний склад населення села:
| Національність   | Кількість осіб | Відсоток |
| ---------------- | -------------- | -------- |
| турки            | 643            | 97,7%    |
| болгари          | 12             | 1,8%     |
| цигани           | 0              | 0%       |
| інша             | 0              | 0%       |
| не визначились   | 3              | 0,5%     |
| Всього відповіли | 658            |          |

Розподіл населення за віком у 2011 році:
Динаміка населення: